# Episodi di Infinity Train (seconda stagione)
La seconda stagione della serie animata Infinity Train, intitolata Book Two: Cracked Reflection, composta da 10 episodi, è stata trasmessa negli Stati Uniti, da Cartoon Network, dal 6 gennaio al 10 gennaio 2020. In Italia la stagione è inedita.
| n° | Titolo originale     | Titolo italiano | Prima TV USA    | Prima TV Italia |
| -- | -------------------- | --------------- | --------------- | --------------- |
| 1  | The Black Market Car |                 | 6 gennaio 2020  |                 |
| 2  | The Family Tree Car  |                 | 6 gennaio 2020  |                 |
| 3  | The Map Car          |                 | 7 gennaio 2020  |                 |
| 4  | The Toad Car         |                 | 7 gennaio 2020  |                 |
| 5  | The Parasite Car     |                 | 8 gennaio 2020  |                 |
| 6  | The Lucky Cat Car    |                 | 8 gennaio 2020  |                 |
| 7  | The Mall Car         |                 | 9 gennaio 2020  |                 |
| 8  | The Wasteland        |                 | 9 gennaio 2020  |                 |
| 9  | The Tape Car         |                 | 10 gennaio 2020 |                 |
| 10 | The Number Car       |                 | 10 gennaio 2020 |                 |